# Mandevilla hirsuta
Mandevilla hirsuta là một loài thực vật có hoa trong họ La bố ma. Loài này được (Rich.) K.Schum. mô tả khoa học đầu tiên năm 1895.

## Hình ảnh

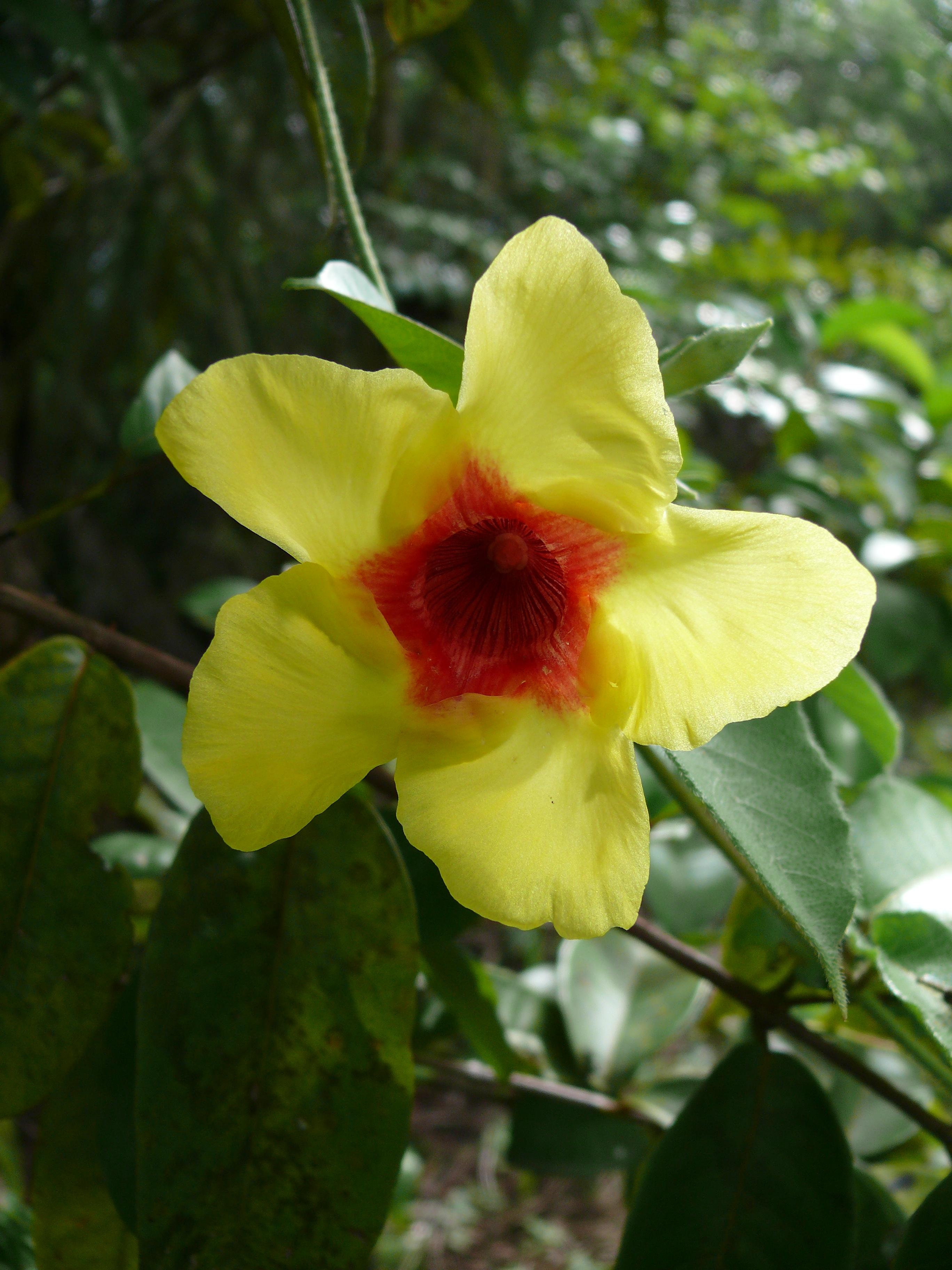
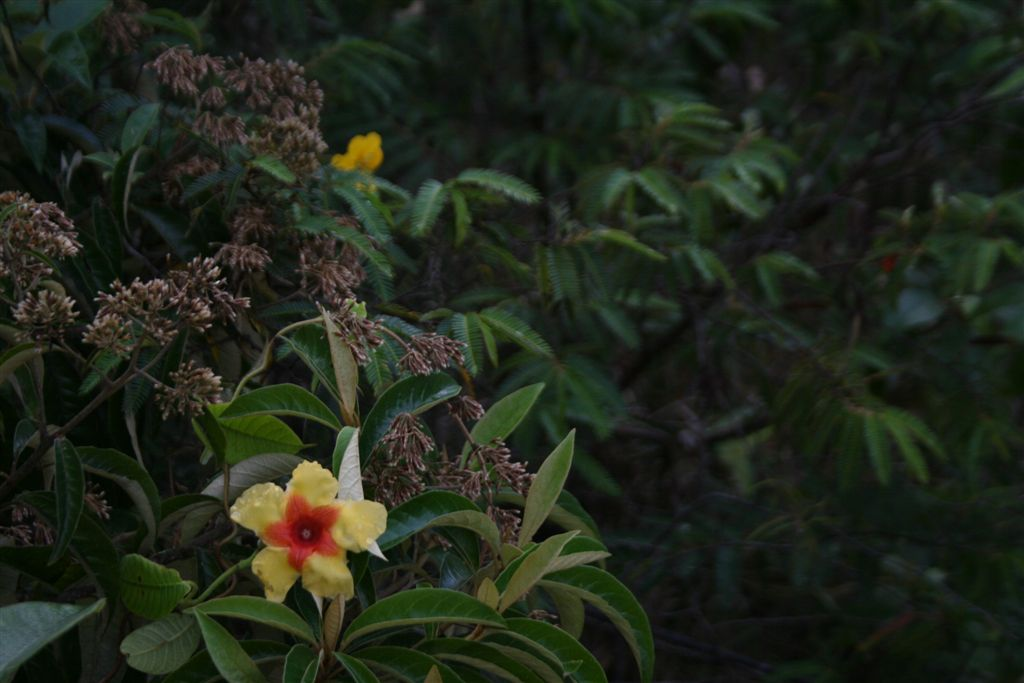